# Седмеровец
Седмеровец (слч. Sedmerovec) насељено је мјесто са административним статусом сеоске општине (слч. obec) у округу Илава, у Тренчинском крају, Словачка Република.

## Становништво
| Година:    | 1994. | 2004.   | 2014.   | 2024.   |
| ---------- | ----- | ------- | ------- | ------- |
| Број људи: | 403   | 410     | 428     | 419     |
| Разлика:   |       | +1,73 % | +4,39 % | -2,10 % |

| Година:    | 2023. | 2024.   |
| ---------- | ----- | ------- |
| Број људи: | 424   | 419     |
| Разлика:   |       | -1,17 % |

Према подацима о броју становника из 2024. године насеље је имало 419 становника.